# حازم شومان
حازم شومان (10 ديسمبر 1974 - ) داعية إسلامي وطبيب مصري.

## سيرته
ولد حازم شومان في 10 ديسمبر 1974 بمدينة المنصورة بمحافظة الدقهلية، تخرج من كلية الطب بجامعة المنصورة. بدأ دروسه بمسجد السلاب في مدينة المنصورة وكان يحضر آلاف الشباب له، قدّم عدة برامج على القنوات الفضائية مثل قناة الرحمة، وقناة الناس، وقناة الخليجية، وقناة أمجاد برنامجاً بعنوان «على فين يا شباب»، وله العديد من الدروس والسلاسل والخطب من أشهرها سلسلة: على فين ياشباب ؟ وسلسلة: لماذا محمد ؟ وسلسلة: فرسان الأقصى.
في أبريل 2012، ساند حازم صلاح أبو إسماعيل في حملته الانتخابية، وشارك المتواجدين بميدان التحرير آنذاك. ودعا لتأييد دستور جمهورية مصر العربية (2012). وفي فبراير 2020 أعلنت وزارة الأوقاف المصرية أن حازم شومان ممنوع من الخطابة على المنابر أو إلقاء الدروس بها.

## مؤلفاته
له عدد مؤلفاته، وشارك في معرض القاهرة الدولى للكتاب في دورته الـ51، في يناير 2020، ومن مؤلفاته:
- أنا مش فاهمني.
- أيام لا تعوّض.[11]
- ابدأ من جديد.
- هل لي من توبة.
- البنات هيجننوني!!
- مفتايح خزائن الله.
- قررت أن أخلع الحجاب.

## وصلات خارجية
- صفحته على موقع طريق الإسلام